# 帕罗斯的阿里斯提昂
阿里斯提昂（希臘語：aristion），约活动于公元前6世纪前后。活动于古希腊帕罗斯岛的雕刻家之一，后迁居雅典。公元前550年至公元前520年前后为其主要的创作时期。他凭借一尊创作于古希腊古风时代的女人人体塑像而为人所知。